# Mark Knowles (hokeista na trawie)
Mark William Knowles (ur. 3 października 1984 w Rockhampton) – australijski hokeista na trawie. Dwukrotny medalista olimpijski.
Występuje w obronie. W reprezentacji Australii debiutował w 2004. Brał udział w dwóch igrzyskach (IO 04, IO 08), na obu zdobywał medale: złoto w 2004 i brąz cztery lata później. Z kadrą brał udział m.in. w mistrzostwach świata w 2006 (drugie miejsce) i 2010 (pierwsze miejsce), Commonwealth Games (pierwsze miejsce w 2006) oraz kilku turniejach Champions Trophy (zwycięstwo w 2005 i 2008). W australijskich rozgrywkach klubowych grał m.in. w OAMPS Queensland Blades, występował w Holandii.